# Образование в Сьерра-Леоне

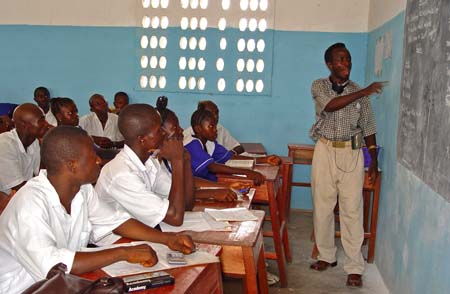
Средняя школа в Пендембу

Образование в Сьерра-Леоне, согласно законодательству, является обязательным в течение шести лет на начальном уровне и трех лет в младших классах средней школы, однако недостаточное количество школ и учителей делает введение данной программы невозможным. Гражданская война в Сьерра-Леоне привела к разрушению 1,270 начальных школ, и к 2001 году 67% детей школьного возраста не посещали школу. Ситуация существенно улучшилась после войны, так, с 2001 по 2005 вдвое возросло число детей, посещающих начальную школу, многие школы также были реконструированы. По состоянию на 2021 год, по оценкам всемирной книги фактов ЦРУ, только 47,7 % населения в возрасте от 15 лет и старше умеют читать и писать из них 55,3 % мужчин и 39,8 % женщин.

## История
Современная система народного образования в Сьерра-Леоне уходит своими корнями ко времени первых английских поселений в этом районе в конце XVIII — начале XIX веков. Для подготовки учителей и священников из числа африканцев в 1827 году было открыто первое высшее учебное заведение — колледж Фура-Бей. Вслед за этим в регионе были открыты первые средние школы для мальчиков и девочек, в 1845 и 1849 годах соответственно. Страна являлась  важным центром для подготовки учителей, докторов и управляющих для всей Западной Африки в первой половине девятнадцатого века.
Образовательная система, сформировавшаяся в Сьерра-Леоне в 19-20 веках, имела достаточное количество черт, характерных для британской системы образования того времени. Она была достаточно элитарна, нацелена на городской средний класс, и сосредоточена на одаренных учениках, которые впоследствии продолжат образование в высших учебных заведениях и займут свое место на государственной службе. В те годы большинство населения не имело школьного образования, либо их познания были ограничены одним-двумя классами начальной школы. Когда в 1961 году была провозглашена независимость государства, менее 15% детей от 5 до 11 лет и лишь 5% детей от 12 до 16 лет посещали школу.
После провозглашения независимости имелись подвижки к смене сложившейся системы, однако до 1990-х никаких серьезных изменений не произошло. За этот период назрели реформы, предполагавщие расширение доступа к образованию и приспособление системы образования к нуждам общества. В 1993 году правительство приняло четырехуровневую систему образования и создало Национальный Комитет Начального Образования.

## Система образования
Образование в Сьерра-Леоне разделено на четыре уровня: начальное (длится 6 лет), младшее среднее (длится 3 года), старшее среднее либо среднее специальное и высшее.

### Высшее образование
Два основных университета в стране - Колледж Фура-Бей, основанный в 1827 году, и Университет Ньяла. В стране также имеется колледж для подготовки учителей и Евангелический Колледж Теологии.

## Образование взрослых
Уровень грамотности среди взрослых в Сьерра-Леоне довольно низок, так, к 2006 году грамотными были лишь 37.1% взрослых, среди молодежи 15-24 лет уровень грамотности несколько выше и составляет 52.2%. Для обеих групп уровень грамотности среди женщин намного ниже, чем среди мужчин.